# Aarhus Pipes & Drums
Aarhus Pipes & Drums er en forening, som blev stiftet den 24. november 1988 i Aarhus, og det er også navnet på det sækkepibeorkester (pipe band), som udgør foreningens primære aktivitet. Foreningens hjemsted er Aarhus.
Foreningens formål er at udbrede og støtte kendskabet til skotsk pipe band-musik, dvs. sækkepibe, skotsk tromning og i det hele taget skotsk musikkultur. Dette søger foreningen at opnå ved ovennævnte orkesters lejlighedsvise optrædener og ved gennemføre forskellige arrangementer. Foreningen søger desuden at holde kontakt med andre organisationer med samme formål, hvilket bl.a. sker gennem deltagelse i såvel nationale som internationale konkurrencer, koncerter, musikfestivaler, tattoos m.m.

## Historie
Sækkepibeorkestret blev formet af en lille gruppe sækkepibe- og skotsk tromme-entusiaster i Aarhus i sidste halvdel af 1980'erne. Gruppen bestod i begyndelsen primært af studerende med interesse i sækkepiber, som havde modtaget lidt eller slet ingen undervisning i sækkepibespil, og først siden blev gruppen udvidet med trommeslagere. Gruppen havde i begyndelsen kun et ringe kendskab til de sækkepibeorkestre, der allerede eksisterede i Danmark, f.eks. White Hackle Pipe Band (København) og Dungillie Pipe Band (Svendborg), men efterhånden som gruppen blev udvidet, blev dette kendskab bedre, bl.a. fordi trommeslagerne kendte hinanden på tværs af landet gennem f.eks. FDF-tambourkorps og gennem nationale arrangementer, f.eks. Copenhagen Winter Competition (CWC).
Den 24. november 1988 oprettede gruppen sig som forening under navnet Aarhus Pipes & Drums, hvilket også blev navnet på sækkepibeorkestret, der er det primære omdrejningspunkt for foreningens arbejde. Orkestret tiltrak i begyndelsen primært unge, der studerede i Aarhus, men har siden tiltrukket medlemmer med vidt forskellig baggrund og alder. I dag er alderspredningen hos medlemmerne således fra 10-11års alderen til over 60 år.
I begyndelsen af 1990'erne begyndte bandet at deltage i konkurrencer og har siden været repræsenteret ved både band- og solokonkurrencer, hvor det har opnået en række resultater.

### Vigtige begivenheder
- Vigtige begivenheder:
  - Deltagelse i Varde Tattoo, Varde, 1993
  - Deltagelse ved Verdens Mesterskaberne, Belgien, 2002
  - Arrangør af de Danske Mesterskaber, Århus, 2004-2008
  - Genova International Music Festival, Genova, Italien, 2008

## Foreningen
Foreningen ledes af en bestyrelse, som har til opgave at pleje foreningens interesser jf. foreningens vedtægter. Ved siden af bestyrelsen er der en musikalsk ledelse bestående af en såkaldt Pipe Major (PM) og en Leading Drummer (LD). De er ansvarlige for valg af repertoire, tilrettelæggelse af øvning og undervisning af orkestrets elever.

### Faciliteter
Foreningen og orkestret har ikke egne faciliteter, men er til dagligt hjemmehørende på Møllevangskolen i Aarhus, hvor de faste aktiviteter gennemføres. I perioden januar 2003 til august 2007 var foreningen dog henvist til Lystrup Skole nordvest for Aarhus, idet Møllevangskolen skulle restaureres som følge af en brand. Foreningens arkivmateriale, pokaler, souveniers mv. opbevares privat af bestyrelsens sekretær, mens uniformsgenstande og øvrigt materiel i foreningens eje opbevares privat af foreningens materielforvalter.

## Pipe Bandet
Aahus Pipes & Drums består af ca. 30 medlemmer, hvoraf ca. 3/4 spiller i bandet, mens ca. 1/3 er elever på enten sækkepibe eller tromme. Bandet er opdelt i to grupper, en sækkepibegruppe (pipecorps) og en trommegruppe (drumcorps), som ledes af hhv. PM og LD. Mens sækkepibegruppen udelukkende består af sækkepiber, består trommegruppen af tre typer af trommer: skotsk lilletromme (side drum/snare drum), tenortromme (tenor drum) og bastromme (bass drum (stortromme)).
Bandet spiller i det såkaldte Grade 4 eller grad 4, som er udtryk for bandets musikalske niveau. Niveauerne, hvoraf det højest opnåelige er Grade 1, er fastsat af Royal Scottish Pipe Band Association (RSPBA). De pipe bands, som findes i Danmark, spiller hovedsagelig i Grade 4, men den københavnske forening The Heather Pipes & Drums of Copenhagen (HP&D) har både et Grade 4 og et Grade 2-band. Holbæk Pipe Band (HPB) har tidligere kvalificeret sig til Grade 3, men har siden 2008 spillet i Grade 4.
Når Aarhus Pipes & Drums' medlemmer deltager i solokonkurrencer, f.eks. til CWC, spiller de på niveauer fastsat af CWC's komité. Det betyder, at der inden for hvert niveau kan opstille solister, som niveaumæssigt spænder over Grade 3 til 1 i forhold til de standarder, RSPBA har fastsat.

### Faste aktiviteter
Aarhus Pipes & Drums mødes fast en gang om ugen, om mandagen, i tidsrummet 19:00-21:30 (for elevers vedkommende ofte fra kl. 18:30) på Møllevangsskolen i Aarhus, og sæsonen følger skoleåret.

### Øvrige aktiviteter
Aarhus Pipes & Drums' primære aktivitet er lejlighedsvise optrædener samt gennemførelse af forskellige arrangementer. Det foregår som fuldt band eller med deltagelse af en eller flere personer. Bandet engageres således til marchture ved f.eks. byfester, mens enkelte musikere eller mindre grupper, f.eks. kvartetter, engageres til en række private arrangementer, f.eks. bryllupper og runde fødselsdage.
Desuden deltager bandet hyppigt i konkurrencer. Af årligt tilbagevendende konkurrencer, som Aarhus Pipes & Drums har deltaget i, kan nævnes de Danske Mesterskaber for sækkepibeorkestre, som på skift arrangeres af danske sækkepibeforeninger, og Scandinavian Open Championships (SOC), som arrangeres under Pipe Band Association of Scandinavia (PBAS). Begge disse konkurrencer afvikles i maj måned. Derudover deltager flere af Aarhus Pipes & Drums' medlemmer i CWC, som er en solo- og kvintetkonkurrence, der afvikles hvert år i februar måned.

### Instrumenter
- Sækkepiber:
  - Sækkepiben er et personligt instrument, hvorfor medlemmerne anvender forskellige fabrikater

- Trommer:
  - Premier HTS 700 med Remo Cybermax-skind, sorte og med silver fittings
  - Premier Hosbilt tenor drum, sorte
  - Premier Hosbilt bass drum, sort
  - Andante, TG 2 PB Model-trommestikker og Ty Fry Platinum-tenorkøller
  - TG Drumming practice pads

### Repertoire
Bandets repertoire består af en række standardmarcher for pipe bands i 2/4, 3/4, 4/4 og 5/4, en 6/8 march, en række slow airs, herunder Amazing Grace, samt et march-sæt og et medley til brug ved konkurrencer. Konkurrencemelodierne varieres/udskiftes jævnligt. Derudover spiller bandet to sæt med danske medlodier arrangeret for sækkepibe, og der er både et forårs- og et efterårssæt. Melodierne her er bl.a. En yndig og frydefuld sommertid og Hønsefødder og gulerødder.

## Tartanog uniform

### Tartan
Bandets tartan (kiltmønster) tilhører Clan MacKenzie.

### Uniform
Når Aarhus Pipes & Drums optræder, sker det i den traditionelle, såkaldte number two-uniform. Uniformen består, fra neden, af: Sko, knælange strømper med røde flashes (strømbeholdere), kilt med bælte og sporran (læderpung), uniformsskjorte, slips, jakke og glengarry (hat). Flere medlemmer bærer desuden en såkaldt sgian dubh (en kniv) i den ene strømpe. På kilten er fastsat en kilt pin med bandets logo. Pin'en forestiller et sværd, som øverst på klingen har et rundt logo, der dels viser klanens mærke, dels dets motto. Dette logo modsvarer det badge, der er fæstnet på glengarry'ens venstre side, og logoet pryder ligeledes slipset.

### Badge og motto
Badge'et er egentlig den øverste del af Clan Mackenzies våbenskjold. Selve badge'et forestiller fem bjergtoppe, der er indhyllet i flammer og omgivet af en livrem, hvorpå Clan MacKenzies motto, LUCEO NON URO, står skrevet. Dette er også bandets motto. På engelsk betyder det "I shine, not burn" og på dansk: "Jeg brænder ikke, jeg skinner". Det menes, at denne talemåde stammer fra gamle tiders smedjer, hvor smeden skulle være sikker på, at jernet, han arbejdede med, ikke blev brændt, men skinnede i varmen. Men mottoet kan også overføres til en læresætning om livet: Vi er nødt til at balancere varmen i vores liv, så vi til stadighed kan vokse og skinne, men vi må også være sikre på, at vi ikke lader livet brændemærke os. Således skal mottoet forstås som et valg, for vi vælger selv, hvordan vi vil reagere i enhver given situation: "Vil du tillade dig selv at brænde eller skinne?"